# Pradosegar
Pradosegar è un comune spagnolo di 167 abitanti situato nella comunità autonoma di Castiglia e León.